# Barbados nos Jogos Olímpicos
Barbados competiu pela primeira vez nos Jogos Olímpicos de Verão em 1968, e participou de quase todos os jogos desde então, perdendo apenas os Jogos de 1980 por aderir ao boicote americano àqueles jogos. A única medalha olímpica do país é um bronze conquistado por Obadele Thompson em 2000.
Barbados competiu como parte da Federação das Índias Ocidentais em 1960. O atleta barbadiano James Wedderburn fazia parte do grupo do revezamento 4x400m que ganhou a medalha de bronze naquele ano.
Barbados nunca competiu nos Jogos Olímpicos de Inverno.

## Tabela de medalhas

### Medalhas por Jogos de Verão
| Jogos                 | Atletas                                           | Ouro                                              | Prata                                             | Bronze                                            | Total                                             |
| 1960 Roma             | como parte das Índias Ocidentais Britânicas (BWI) | como parte das Índias Ocidentais Britânicas (BWI) | como parte das Índias Ocidentais Britânicas (BWI) | como parte das Índias Ocidentais Britânicas (BWI) | como parte das Índias Ocidentais Britânicas (BWI) |
| 1964 Tóquio           | não competiu                                      | não competiu                                      | não competiu                                      | não competiu                                      | não competiu                                      |
| 1968 Cidade do México | 9                                                 | 0                                                 | 0                                                 | 0                                                 | 0                                                 |
| 1972 Munique          | 13                                                | 0                                                 | 0                                                 | 0                                                 | 0                                                 |
| 1976 Montréal         | 11                                                | 0                                                 | 0                                                 | 0                                                 | 0                                                 |
| 1980 Moscou           | não competiu                                      | não competiu                                      | não competiu                                      | não competiu                                      | não competiu                                      |
| 1984 Los Angeles      | 16                                                | 0                                                 | 0                                                 | 0                                                 | 0                                                 |
| 1988 Seul             | 17                                                | 0                                                 | 0                                                 | 0                                                 | 0                                                 |
| 1992 Barcelona        | 17                                                | 0                                                 | 0                                                 | 0                                                 | 0                                                 |
| 1996 Atlanta          | 13                                                | 0                                                 | 0                                                 | 0                                                 | 0                                                 |
| 2000 Sydney           | 18                                                | 0                                                 | 0                                                 | 1                                                 | 1                                                 |
| 2004 Atenas           | 10                                                | 0                                                 | 0                                                 | 0                                                 | 0                                                 |
| 2008 Pequim           | 8                                                 | 0                                                 | 0                                                 | 0                                                 | 0                                                 |
| 2012 Londres          | 6                                                 | 0                                                 | 0                                                 | 0                                                 | 0                                                 |
| 2016 Rio de Janeiro   | 12                                                | 0                                                 | 0                                                 | 0                                                 | 0                                                 |
| 2020 Tóquio           | evento futuro                                     | evento futuro                                     | evento futuro                                     | evento futuro                                     | evento futuro                                     |
| 2024 Paris            | evento futuro                                     | evento futuro                                     | evento futuro                                     | evento futuro                                     | evento futuro                                     |
| 2028 Los Angeles      | evento futuro                                     | evento futuro                                     | evento futuro                                     | evento futuro                                     | evento futuro                                     |
| Total                 | Total                                             | 0                                                 | 0                                                 | 1                                                 | 1                                                 |

### Medalhas de desporto
| Esporte   | Ouro | Prata | Bronze | Total |
| Atletismo | 0    | 0     | 1      | 1     |
| Total     | 0    | 0     | 0      | 1     |

## Lista de medalhistas
| Medalha | Nome             | Jogos       | Esporte   | Evento               |
| ------- | ---------------- | ----------- | --------- | -------------------- |
| Bronze  | Obadele Thompson | 2000 Sydney | Atletismo | 100 metros masculino |

## Ver Também
- Esportes em Barbados
- Barbados nos Jogos da Comunidade
- Barbados nos Jogos Paraolímpicos
- Federação das Índias Ocidentais nos Jogos Olímpicos de Verão de 1960